# 吉田祐夫
吉田 祐夫（よしだ すけお、1935年（昭和10年） - ）は、日本の研究者、専門は経営工学、生産工学。

## 人物
- 1935年 - 埼玉県生まれ
- 1958年 - 千葉工業大学卒業後、早稲田大学で、博士号を取得
- 1998年 - 武蔵工業大学（現・東京都市大学）教授
- 2003年 - 武蔵工業大学（現・東京都市大学）名誉教授

## 主な著書
- 『OHPを活用した発表テクノロジー-社内発表から学生論文まで-』日刊工業新聞社、1995年
- 『生産システム設計法原論―論理と現実の整合性・原点的本質的アプローチ』三恵社 、2003年
- 『13歳からの「環境問題」入門―地球の病気を治すのは誰ですか？』かんき出版、2005年

## 研究者プロフィール
- 吉田 祐夫